# 中国税务年鉴
中国税务年鉴是國家稅務總局主管、國家稅務出版社主辦的記錄中華人民共和國每年稅收工作的工具書，於1993年出版。中国税务年鉴內容共分9篇，由國家稅務總局各司局和各地國家稅務局供稿。